# British-Airways-Flug 009
British-Airways-Flug 009 war ein Linienflug der British Airways von London Heathrow nach  Auckland, Neuseeland, mit Zwischenstopps in Bombay, Madras, Kuala Lumpur, Perth und Melbourne. Am 24. Juni 1982 flog die City of Edinburgh, eine Boeing 747-200 (-236B) mit dem Kennzeichen G-BDXH, nachts in eine Wolke aus Vulkanasche, die von der Eruption des Vulkans Gunung Galunggung herrührte. Beim Durchfliegen der Aschewolke fielen alle vier Triebwerke aus. Nach längerem Gleitflug gelang es der Besatzung – die keinerlei Informationen über den Vulkanausbruch hatte, und sich daher, in Unkenntnis der Ursache, die Triebwerksausfälle und die anderen aufgetretenen Phänomene nicht erklären konnte – die Triebwerke wieder zu starten und schließlich mit drei laufenden Triebwerken auf dem Flughafen Jakarta/Halim Perdanakusuma notzulanden.

## Verlauf des Zwischenfalls
Erste Anzeichen traten gegen 20:40 Uhr Ortszeit – das entspricht 13:40 Uhr UTC – über dem  Indischen Ozean in einer Flughöhe von 37.000 ft (ca. 11.300 Meter) südlich der indonesischen Insel Java auf.
Während der Kapitän, Eric Moody, auf der Toilette war, bemerkten zuerst der Erste Offizier Roger Greaves und Flugingenieur Barry Townley-Freeman einen Effekt ähnlich dem Elmsfeuer an den Cockpitscheiben. Sie hatten den Eindruck, als ob Leuchtspurmunition auf die Scheiben träfe. Obwohl sie auf dem Wetterradar nichts erkennen konnten, schalteten sie als Vorsichtsmaßnahme die Enteisung ein und aktivierten die Anschnallzeichen in der Kabine.
In der Passagierkabine begann sich Rauch in der Luft zu sammeln. Zuerst wurde angenommen, dass es sich um Zigarettenrauch handelte; als dieser jedoch dichter wurde, kam es unter den Passagieren zur Unruhe. Passagiere, die aus einem Fenster schauen konnten, bemerkten, dass die Triebwerke ungewöhnlich hell erschienen, als ob etwas durch die Triebwerkschaufeln hindurch leuchten würde.
Um 13:42 Uhr (UTC) kam es in Triebwerk Nr. 4 (außen rechts) zu einem Flammabriss. Der Erste Offizier und der Flugingenieur leiteten sofort die notwendigen Gegenmaßnahmen ein. Der Kapitän glich mit der Seitenruder-Trimmung den asymmetrischen Schub aus. Passagiere bemerkten gelbliches Leuchten, das aus den verbliebenen Triebwerken austrat. Weniger als eine Minute nach dem ersten Triebwerksausfall trat bei Triebwerk Nr. 2 (innen links) ebenfalls ein Flammabriss auf. Kurz darauf versagten fast gleichzeitig die beiden noch verbliebenen Triebwerke.
Die Boeing 747 befand sich nun im Gleitflug. Eine 747 besitzt eine ungefähre Gleitzahl von 15. Das bedeutet, dass sie für einen Kilometer Flughöhenverlust 15 km im Gleitflug zurücklegen kann. Die City of Edinburgh wäre daher in der Lage gewesen, von ihrer aktuellen Flughöhe (etwa 11.300 Meter) circa 169 Kilometer (91 sm) im Gleitflug zurückzulegen.
Durch die statische Aufladung der Aschepartikel kam es zu elektrischen Entladungen, die mit Elmsfeuer Ähnlichkeit hatten und den Funkverkehr beeinträchtigten.
Um 13:44 Uhr (UTC) erklärten die Piloten des Fluges BA009 eine Luftnotlage bei der zuständigen Flugsicherung. Inhalt der Nachricht war, dass alle vier Triebwerke ausgefallen seien. Jakarta Area Control verstand die Nachricht dahingehend falsch, dass sie glaubten, nur Triebwerk Nr. 4 sei ausgefallen. Erst nachdem die Nachricht von einem Flugzeug der Garuda Indonesia weitergereicht wurde, war man sich in Jakarta über das volle Ausmaß der Notlage im Klaren. Der Verlust aller Triebwerke war von den Passagieren nicht unbemerkt geblieben. Während einige resignierten und sich dem Schicksal ergaben, schrieben andere Abschiedsbriefe an ihre Angehörigen. Bemerkenswerterweise gab es jedoch wenig Panik, selbst nachdem später der Kabinendruck aufgrund der ausgefallenen Triebwerke absank und die Sauerstoffmasken von der Decke fielen.
Im Cockpit versuchte man immer noch, die Fluglotsen in Jakarta zu erreichen, um eine Radarführung zu erhalten. Diese hatten jedoch keinen Radarkontakt mit der Boeing, deren Piloten inzwischen den für einen Luftnotfall international üblichen  Transpondercode 7700 gesetzt hatten.
Trotz der Anspannung und des Zeitdrucks gelang es dem Kapitän, eine Ansage zu machen, die als eine Meisterleistung der Untertreibung in die Luftfahrtgeschichte eingegangen ist:

Ladies and Gentlemen, this is your Captain speaking. We have a small problem. All four engines have stopped. We are doing our damnedest to get them going again. I trust you are not in too much distress.

„Meine Damen und Herren, hier spricht Ihr Kapitän. Wir haben ein kleines Problem. Alle vier Triebwerke sind ausgefallen. Wir geben unser Äußerstes, um sie wieder zu starten. Ich vertraue darauf, dass Sie nicht allzu beunruhigt sind.“

Da die Sauerstoffmaske des Copiloten Greaves defekt war, entschied sich der Kapitän dazu mit einer Sinkrate von 1800 Metern pro Minute auf eine Flughöhe zu sinken, auf der auch ohne eine externe Sauerstoffversorgung fast normal geatmet werden konnte.
In 13.500 ft (4100 Meter) versuchte die Crew ein letztes Mal, die Triebwerke zu starten. Ohne Triebwerke wären die hohen Berge an der Südküste Javas nicht mehr sicher zu überfliegen gewesen, daher wäre man danach umgekehrt und hätte eine sehr riskante Notwasserung versucht. Obwohl es dafür Verfahren gibt, hatte bis dahin noch niemand mit einer Boeing 747 eine Notwasserung machen müssen (auch bis heute hat es noch nie einen solchen Versuch mit einer Boeing 747 gegeben). Triebwerk Nr. 4 ließ sich um 13:56 Uhr (UTC) starten, und sogleich begann der Kapitän, mit dem Schub dieses Triebwerks den Sinkflug zu reduzieren. Kurz danach ließ sich Triebwerk Nr. 3 wieder starten, gefolgt von den anderen beiden Triebwerken. Auch wenn sie nicht mehr rund liefen, war die Besatzung von dieser glücklichen Wendung überrascht und erbat, auf eine Flughöhe von 15.000 ft (4600 Meter) steigen zu dürfen.
Als sie die angestrebte Höhe erreicht hatten, zeigte sich erneut der Leuchtspureffekt. Der Kapitän reduzierte daraufhin den Schub. Es kam jedoch zu Störungen in Triebwerk Nr. 2, weshalb es abgeschaltet wurde. Daraufhin entschied man sich, wieder auf 12.000 ft (3700 Meter) zu sinken. Beim nächtlichen Landeanflug auf Jakarta fand die Besatzung es trotz des guten Wetters schwierig, durch die quasi sandgestrahlten Cockpitscheiben Einzelheiten zu erkennen. Daher musste der gesamte Landeanflug im Instrumentenflug durchgeführt werden, obwohl eine Komponente des Instrumentenlandesystems (ILS), der Gleitwegsender des Flugplatzes, nicht in Betrieb war. Die Besatzung konnte durch einen kleinen, durchsichtig gebliebenen Fleck der Windschutzscheibe die Landebahnlichter erkennen, jedoch nicht den Lichtstrahl der eigenen Landescheinwerfer, und vermutete, dass diese defekt seien. Nach der Landung war es aufgrund der sehr eingeschränkten Sicht nicht möglich, über die Rollwege zur Parkposition zu rollen, da sich die Flutlichter des Vorfelds zu stark in der Frontscheibe brachen und dadurch zu sehr blendeten. Daher musste die City of Edinburgh auf einen Schlepper warten.

## Auswertung

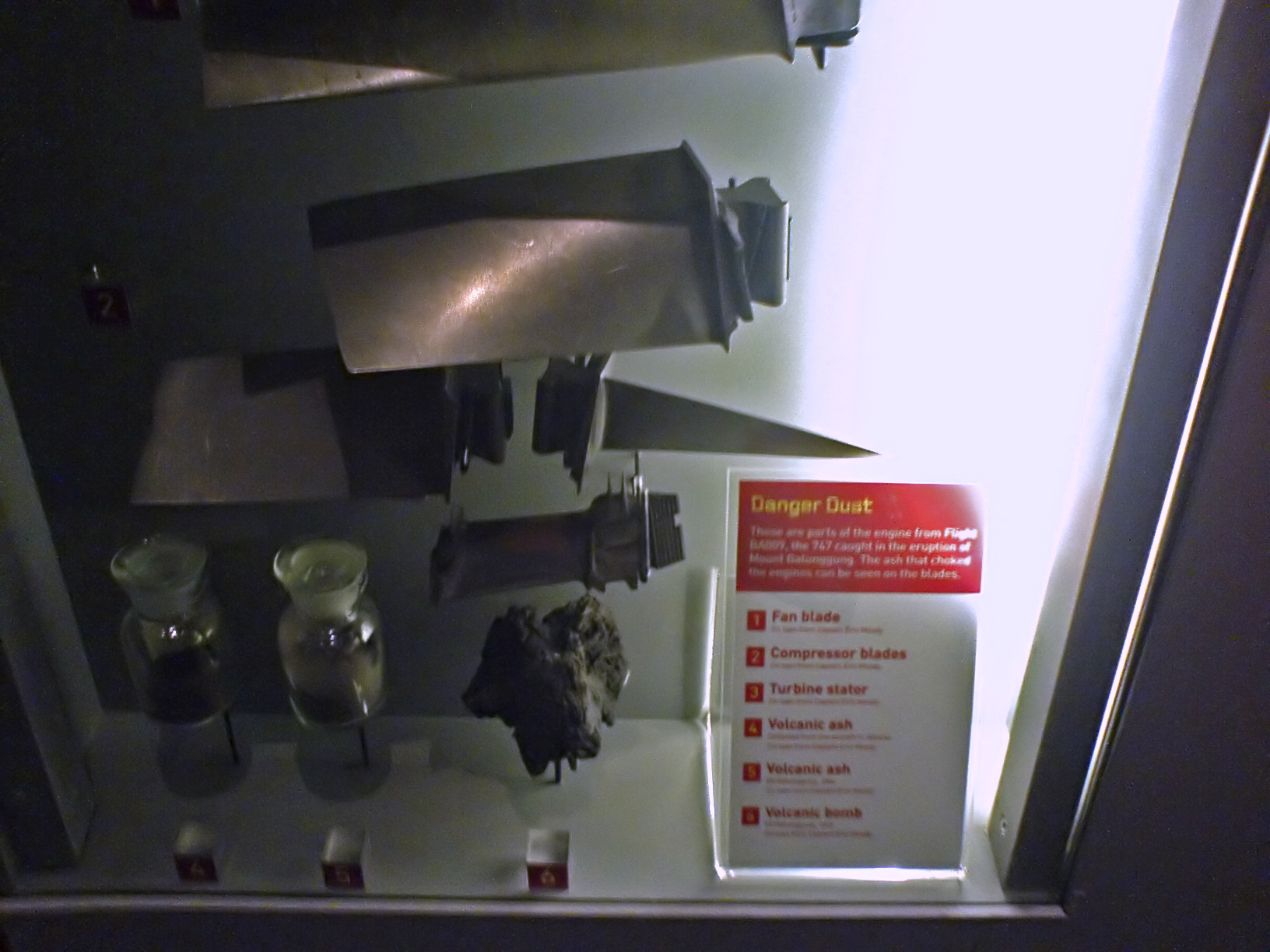
Einige beschädigte Triebwerksteile, ausgestellt im Auckland Museum

Untersuchungen nach dem Zwischenfall ergaben, dass der vierfache Triebwerksausfall der City of Edinburgh von dem Durchfliegen einer Wolke aus Vulkanasche verursacht wurde. Diese Wolke stammte von einer heftigen Eruption des Vulkans Gunung Galunggung. Da die Aschewolke trocken war, erzeugte sie kein Echo auf dem Wetterradar, das nur in der Lage ist, Feuchtigkeit (z. B. in Form von Wolken) zu entdecken. Beim direkten Durchfliegen der Wolke wurden die feinen Aschepartikel in großen Mengen von den Triebwerken angesaugt, schmolzen und brachten sie durch Verstopfung zum Stillstand. Nach dem Abschalten kühlten die Triebwerke aus; die geschmolzene Asche erstarrte und löste sich wieder. Daher konnten die Triebwerke nach einiger Zeit wieder gestartet werden. Nach neueren Ansichten kann auch ein verringerter Sauerstoffanteil in der Vulkanwolke zum Ausfall der Triebwerke beigetragen haben. Passagiere hatten in der Vulkanwolke über Gestank in der Kabinenluft geklagt, was auf eine veränderte Luftzusammensetzung schließen lässt.
Wegen der Beschädigungen mussten die Triebwerke 1 bis 3 sowie die Frontscheiben noch in Jakarta ausgetauscht werden. Zudem mussten die Kerosintanks entleert und anschließend gereinigt werden, da die feine Asche durch die pressurisation ducts eingedrungen war und den Treibstoff verunreinigt hatte. Nach einem Überführungsflug zurück nach London wurde auch noch Triebwerk 4 ausgetauscht. Zudem wurden erhebliche Reparaturen durchgeführt, um das Flugzeug wieder in Betrieb nehmen zu können. Von der Reparaturmannschaft wurde die City of Edinburgh danach nur noch „Der fliegende Aschenbecher“ (the flying ashtray) genannt.
Die Maschine erhielt einen Eintrag in das Guinness-Buch der Rekorde für den längsten Gleitflug eines nicht für den Segelflug konzipierten Flugzeuges, bis sie von einem Airbus A330 (Flug 236 der Air Transat) abgelöst wurde.
Der Luftraum um den Vulkan Galunggung wurde vorübergehend geschlossen; man gab ihn nach einigen Tagen jedoch wieder frei. Erst nachdem die Flugbesatzung einer Boeing 747 der Singapore Airlines ebenfalls drei Triebwerke nach Durchqueren des Luftraumes ausschalten musste, wurde der Luftraum von den indonesischen Behörden dauerhaft gesperrt, und man leitete den gesamten Luftverkehr um. Eine Überwachung wurde eingerichtet, die dann die Bewegung der Aschewolke verfolgte.
Die Cockpit-Besatzung erhielt zahlreiche Auszeichnungen, unter anderem Her Majesty The Queen's Commendations for Valuable Service in the Air und Medaillen der British Air Line Pilots’ Association. Im Nachgang zum Zwischenfall gründeten die Passagiere und die Besatzung den „Segelflugverein Galunggung“ (Galunggung Gliding Club), um in Kontakt zu bleiben. Die Passagierin Betty Tootell schrieb ein Buch über den Flug, dessen Cockpit-Crew trotz des Zwischenfalls alle Insassen wieder sicher zur Erde bringen konnte.
Die G-BDXH City of Edinburgh (Seriennummer 21635), später in City of Elgin umbenannt, flog nach dem Zwischenfall noch 20 Jahre lang für British Airways, bis sie 2002 an die European Aviation Air Charter verkauft und im Jahre 2006 außer Dienst gestellt wurde. Das Flugzeug wurde im Juli 2009 auf dem Flughafen in Bournemouth verschrottet; aus dem Aluminium seines Rumpfes wurden 150.000 Anhänger für die britische Anti-Kohlendioxid-Kampagne 10:10 hergestellt.
Die ICAO beschloss aufgrund dieses Zwischenfalls und des von KLM-Flug 867 im Jahr 1989 über Alaska die Schaffung von neun Volcanic Ash Advisory Centers, die den Luftraum weltweit überwachen und den Luftverkehr warnen.
Die Luftraumsperrungen, die nach dem Ausbruch des Eyjafjallajökull 2010 über Europa verhängt wurden, waren nicht zuletzt mit den Erkenntnissen aus dieser Beinahe-Katastrophe begründet worden.

## Medien
- Der Unfallhergang wurde in der zweiten Episode der vierten Staffel der Serie Mayday – Alarm im Cockpit unter dem Titel Falling from the Sky ('Sturzflug aus den Wolken') behandelt.